# Fagner Ribeiro da Costa
Fagner Ribeiro da Costa (født 24. august 1990) er en brasiliansk fodboldspiller.
Han har spillet for flere forskellige klubber i sin karriere, herunder Montedio Yamagata og Albirex Niigata.